# Podul Giurgeni–Vadu Oii
Podul Giurgeni-Vadu Oii a fost realizat în perioada august 1966 - decembrie 1970. Acesta traversează Dunărea legând comuna Giurgeni (județul Ialomița) și satul Vadu Oii din orașul Hârșova (județul Constanța).
Construirea sa a fost impusă cu necesitate de dezvoltarea economică a țării și creșterii traficului turistic către litoral. În anul 1960 transbordarea peste Dunăre se făcea cu o navă ce asigura transbordarea a max. 300 de vehicule zilnic, pentru ca după 5-10 ani să se facă simțită necesitatea sporirii de 4-5 ori a capacității de transbordare. La finalul anilor '60 soluția transbordării cu vase nu a mai făcut față, astfel că s-a realizat un pod plutitor. Condițiile hidrometeorologice făceau imposibilă utilizarea acestui sistem circa 3 luni pe an, plus faptul că noaptea nu se făceau transbordări.
Lucrările de organizare a șantierului au început în august 1966, pentru ca în martie 1967 să se treacă la execuția propriu-zisă. Podul a fost terminat și dat în circulație la 22 decembrie 1970.

## Colaboratori
Primele studii pentru realizarea unui pod de cale ferată în această zonă au început încă din anul 1915, dar importanța adevărată a fost acordată de Direcția Generală de Poduri după anul 1959. În 1961 Institutul de Proiectări pentru Transporturi (IPT) elaborează un prim proiect de ansamblu, sub conducerea ing. Teodor Popovici.
Funcția de proiectant general pentru activitatea de studii, proiectare și asistență tehnică în realizarea podului a fost preluată de Institutul de Proiectări Transporturi Auto, Navale și Aeriene (IPTANA). Mai exact, la sugestia ministrului Ion Baicu, responsabil a fost nominalizat ing. Gheorghe Buzuloiu, șeful Secției Poduri. Șeful Atelierului de proiectare a fost numit ing. Vasile Juncu.
În afară de șeful atelierului, care a răspuns suprastructura metalică peste albia minoră, au mai participat numeroși specialiști, printre care: ing. Tiberiu Dumitrescu - infrastructura podului peste albia minoră, ing. Nicolae Dumitrescu - viaductele de acces, ing. Ștefan Grămescu - montaj și tehnologie de execuție, ing. Traian Gafencu - utilaje și dispozitive de execuție, și numeroși alți proiectanți pentru lucrările de drumuri, construcții și instalații, utilaje, documentații etc.
Pe parcursul proiectării și realizării au fost consultate cadre universitare de la Institutul de Construcții din București, precum și de la Institutul de Studii și Cercetări Transporturi, Institutul de Cercetări Metalurgice, Centrul de Sudură și Încercări la Oboseală, Institutul de Cercetări Hidrotehnice sau Institutul de Fizică Atomică.
Execuția lucrărilor a fost încredințată către Trustul de Construcții Drumuri, Poduri, Porturi și Aeroporturi din cadrul Ministerului Transporturilor Auto, Navale și Aeriene, director al grupului de șantiere fiind numit ing. Constantin Țintea de la Întreprinderea de Construcții Poduri București. La începutul anului 1970 conducerea a fost preluată de ing. Constantin Popescu, consilier al ministrului.
Suprastructura metalică a fost realizată din oțel  din clasa OL52, elaborat la Combinatul Siderurgic de la Reșița, laminarea tablelor fiind făcută la Combinatul Siderurgic de la Galați. Uzinarea subansamblurilor s-a realizat la Uzina de Construcții de Mașini și Mașini Agricole Bocșa.
În fapt, această realizare a presupus numeroase premiere în domeniu și la ea a contribuit unii dintre cei mai buni specialiști de la cele mai reprezentative uzine de construcții de mașini din România.

## Variante
Pentru realizarea traversării Dunării au fost analizate mai multe variante de poziționare a podului:
- la Galați, în zona Țiglina - comuna "23 August". Amplasarea era prevăzută în aval de confluența cu Siretul, cu racordare la ieșirea din Barboși de 2 km pe malul stâng și 15 km pe malul drept, în zona comunei Garvăn de pe DN22.
- la Brăila, în zona Brăilița - Smârdanul Nou. Amplasarea era prevăzută în aval de confluența Măcin-Dunăre, cu racordare de 1 km spre Brăila și 2,5 km spre Smârdanul Nou, rezultând un pod de 2005 metri.
- zona Giurgeni - Vadu Oii. Racordările proiectate aveau 1,5 km pe malul stâng și 6 km pe malul drept, lungimea podului rezultând de 1455 metri.
- zona Fetești - Cernavodă. Această variantă presupunea mai multe poduri și viaducte cu lungime de 4138 metri, plus un alt pod de 700 metri și modernizări de cale ferată de câțiva zeci de km.
- zona Călărași - Ostrov (variantă introdusă mai târziu). La rândul ei, această variantă avea 3 sub-variante.

Practic, varianta Giurgeni - Vadu Oii a rezultat ca fiind cea care se termină în cel mai scurt timp, cu valori ale investiției cu peste 25 % mai mici decât ale următoarei variante, și cu cea mai scurtă lungime a podului.

## Date tehnice
Podul are lungimea totală de 1.456 m și o lățime de 17 m. Distanța maximă intre stâlpii de susținere este de 160 m.

## Galerie imagini

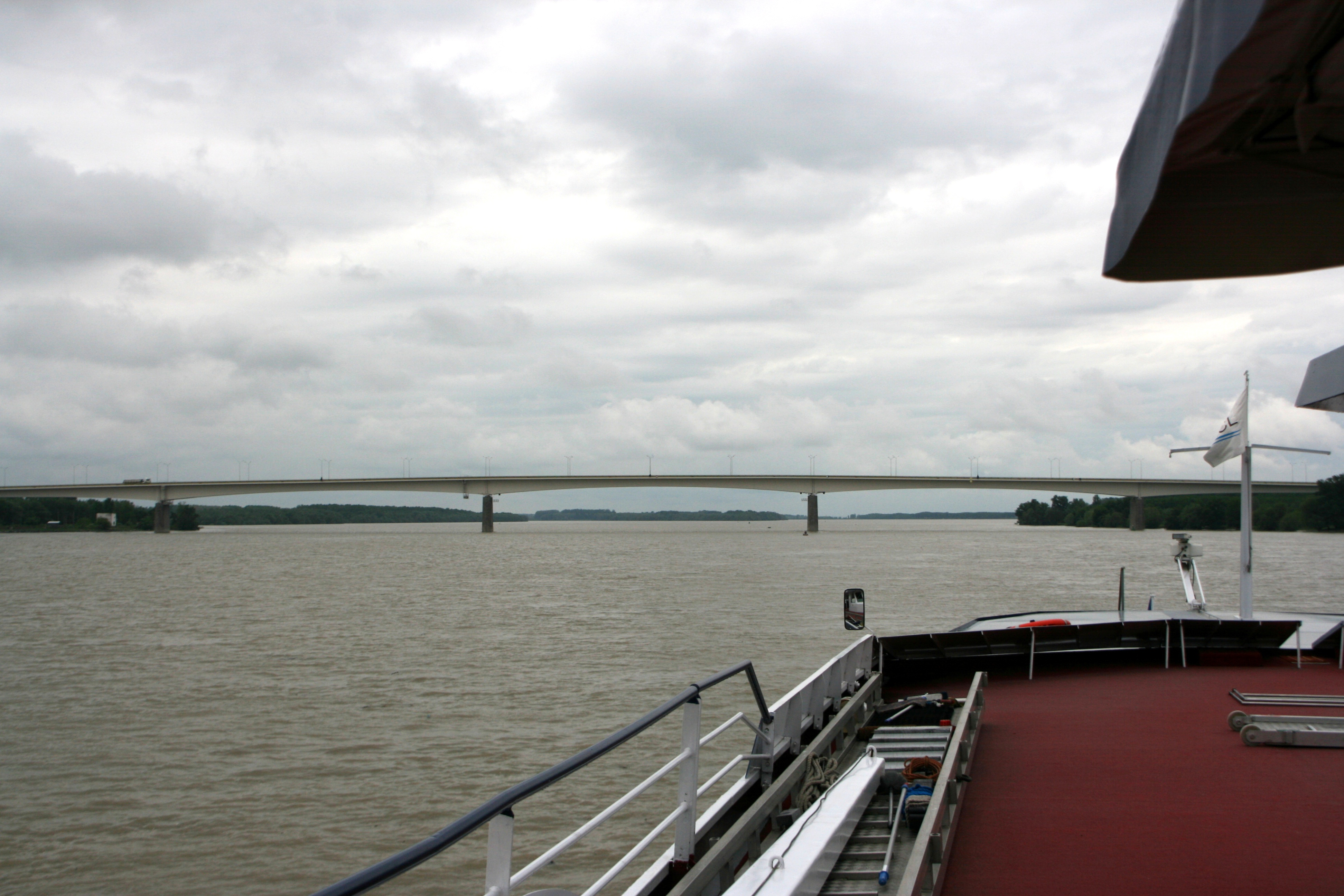
Podul Giurgeni-Vadu Oii
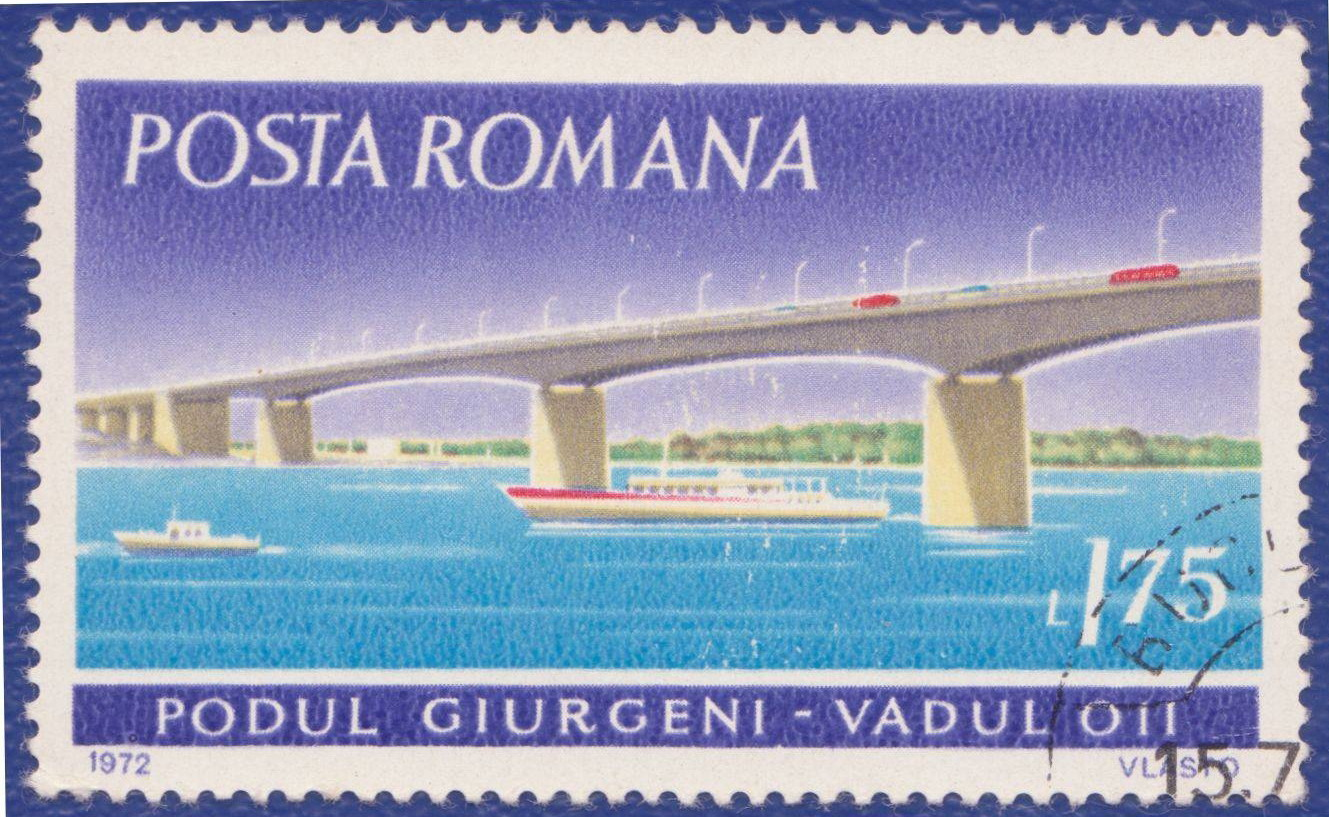
Podul Giurgeni-Vadu Oii pe un timbru românesc din 1972